# Billancourt (metropolitana di Parigi)
Billancourt è una stazione della linea 9 della metropolitana di Parigi.
Si trova nel comune di Boulogne-Billancourt.

## La stazione
La stazione venne aperta il 3 febbraio 1934 ed è ubicata all'incrocio dell'avenue du général Leclerc, con la rue de Billancourt.

## Interconnessioni
- Bus Optile - Traverciel, 026
- Noctilien - N61